# Eurema puella
Eurema puella is een vlindersoort uit de familie van de Pieridae (witjes), onderfamilie Coliadinae.
Eurema puella werd in 1832 beschreven door Boisduval.